# James Buchanan
James Buchanan Jr. (23 de abril de 1791 — 1 de junho de 1868) foi um advogado e político americano que serviu como Presidente dos Estados Unidos de 1857 a 1861. Ele tinha anteriormente servido como Secretário de Estado de 1845 a 1849 e chegou a representar a Pensilvânia em ambas as casas do Congresso. Ele era um defensor do "direito dos estados" e minimizou o papel do governo federal nos últimos anos da escravidão.
Nascido em uma família rica, Buchanan se tornou um proeminente advogado na Pensilvânia e foi eleito para a Assembleia Estadual pelos Federalistas. Ele então se candidatou e conquistou uma vaga na Câmara dos Representantes dos Estados Unidos em 1820, permanecendo lá por onze anos. Durante esse tempo, se alinhou ideologicamente com o Presidente Andrew Jackson e o Partido Democrata. Buchanan serviu como embaixador na Rússia no governo do Presidente Jackson, em 1832. Ele foi eleito, em 1834, para o Senado Federal pela Pensilvânia, retendo esta posição por onze anos. Buchanan foi então apontado pelo Presidente James K. Polk para servir como seu Secretário de Estado em 1845 e, oito anos mais tarde, foi nomeado, desta vez pelo Presidente Franklin Pierce, como embaixador para o Reino Unido. Em 1846, Buchanan foi eleito membro da American Philosophical Society.
No começo de 1844, Buchanan se tornou um candidato frequente para a nomeação do Partido Democrata para a presidência. Ele finalmente conquistou a nomeação do seu partido em 1856, derrotando o Presidente Franklin Pierce e o senador Stephen A. Douglas na Covenção Nacional Democrata; ele se beneficiou do fato de ter estado fora do país (como embaixador em Londres) e, portanto, não tinha se envolvido na questão da escravidão, que estava dividindo a nação. Buchanan e seu candidato a vice, John C. Breckinridge do Kentucky, venceram a eleição em cada estado escravagista da União exceto Maryland, derrotando o republicano John C. Frémont e o Know Nothing Millard Fillmore, ganhando por uma boa margem a eleição presidencial de 1856.
Como presidente, Buchanan interveio na Suprema Corte para reunir apoio da maioria na decisão pró-escravidão e anti-negros no Caso Dred Scott. Ele fez o que os líderes sulistas queriam na tentativa de projetar a entrada do Território do Kansas na União como um estado escravagista sob a Constituição de Lecompton. Com isso, ele irritou não apenas os Republicanos, mas também muitos democratas do norte. Buchanan honrou sua promessa de servir apenas um mandato e apoiou seu vice Breckinridge na sua tentativa malsucedida de ganhar a eleição presidencial de 1860. Ele falhou em reconciliar um fragmentado Partido Democrata devido a um rancor fervente contra Stephen Douglas, o que levou o partido a se dividir em dois na eleição, garantindo a vitória do republicano Abraham Lincoln.
Poucas semanas após Lincoln ser eleito como sucessor de Buchanan, os estados do Sul começaram a declarar independência da União, precipitando a Guerra Civil Americana. A fraca liderança de Buchanan entre o período da eleição em novembro de 1860 e a posse do seu sucessor em março de 1861, foi altamente criticada tanto na época quanto por acadêmicos em anos posteriores. Ele irritou simultaneamente o Norte por não parar a secessão e o Sul por não ter aderido à sua secessão. Ele apoiou o fracassado Acordo Corwin, em uma tentativa de reconciliar o país, mas foi muito pouco e tarde demais. Ele tentou sem sucesso reforçar e ressuprir a guarnição em Forte Sumter, mas não tomou nenhuma ação para prepara o exército para a guerra. Seu fracasso em evitar a Guerra Civil foi descrito alternativamente como inação incompetente ou aceitação passiva da causa do Sul. Muitos contemporâneos o culparam pela guerra e ele foi uma pessoa odiada após deixar a presidência. Ele passaria os últimos anos de sua vida tentando salvar sua reputação. Em sua vida pessoal, Buchanan nunca foi casado e, até a presente data, ele é o único presidente que nunca se casou no decorrer de sua vida. Buchanan morreu de insuficiência respiratória em 1868 e foi enterrado em Lancaster, Pensilvânia, onde ele havia vivido por quase 60 anos. A maioria dos historiadores modernos condenam ele por não ter tentado resolver a questão da escravidão ou ter se esforçado para evitar a Guerra Civil e impedir a secessão do sul. Acadêmicos frequentemente o classificam como um dos piores presidentes na história dos Estados Unidos.

## Biografia

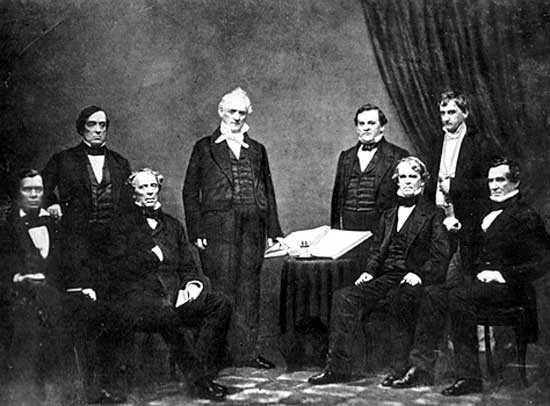
Presidente Buchanan e seu Gabinete Da esquerda para a direita: Jacob Thompson, Lewis Cass, John B. Floyd, James Buchanan, Howell Cobb, Isaac Toucey, Joseph Holt e Jeremiah S. Black em 1859

Buchanan nasceu em uma cabana em Cove Gap, Pensilvânia (agora Birthplace State Park de Buchanan), em Franklin County, em 23 de Abril de 1791, a James Buchanan, Sr. (1761-1821), um empresário, comerciante e agricultor, e Elizabeth Speer, uma mulher educada (1767-1833). Seus pais eram ambos de ascendência escocesa-irlandesa, o pai imigrante de Donegal, na Irlanda, em 1783. Buchanan tinha seis irmãs e quatro irmãos.
Em 1797, a família se mudou para a vizinha Mercersburg, Pennsylvania. A casa em Mercersburg foi mais tarde se transformou no James Buchanan Hotel.
Buchanan participou da aldeia Academy (Academia Old Stone) e mais tarde Dickinson College em Carlisle, Pensilvânia. Embora ele quase foi expulso em um ponto para mau comportamento, ele pediu uma segunda chance e, posteriormente, se formou com honras em 19 de setembro de 1809. Mais tarde naquele ano, ele se mudou para Lancaster, onde estudou a lei e foi admitido à bar em 1812.
Um federalista dedicado, ele inicialmente se opôs à guerra de 1812, porque ele acreditava que era um conflito desnecessário. Quando os britânicos invadiram Maryland vizinho, ele se juntou a uma unidade de voluntários luz dragão como uma empresa privada e serviu na defesa de Baltimore.Buchanan é o único presidente com experiência militar que não fizeram, em algum momento, servir como um oficial.
Um maçom ativo, ele foi o Mestre da Loja Maçônica No. 43 em Lancaster, Pensilvânia, e um Distrito Vice-Grão-Mestre da Grande Loja da Pensilvânia.

## Carreira Política
Buchanan começou sua carreira política na Pensilvânia na Câmara dos Deputados (1814-1816) como um membro do Partido Federalista Ele foi eleito para o 17º Congresso dos Estados Unidos e aos quatro Congresses sucedendo (04 março de 1821 -. 04 de março, 1831), servindo como presidente do Comitê da Câmara os EUA sobre o Judiciário no 21º Congresso dos Estados Unidos. Em 1830, ele estava entre os membros nomeados pela Câmara para realizar um processo de impeachment contra James H. Peck, juiz do Tribunal Distrital dos Estados Unidos para o Distrito de Missouri. Peck foi acusado de abuso do poder de desprezo, mas acabou por ser absolvido. Buchanan não buscar a reeleição, e 1832-1833, ele serviu como ministro para a Rússia, nomeado pelo Andrew Jackson.
Com o Partido Federalista defunto longo, Buchanan foi eleito como uma democrata ao Senado dos Estados Unidos para preencher uma vaga e serviu de dezembro 1834; ele foi reeleito em 1837 e 1843, e renunciou em 1845 para aceitar a nomeação dele como secretário de Estado pelo presidente James K. Polk. Ele foi presidente da Comissão de Relações Exteriores de 1836 a 1841.
Após a morte do juiz do Tribunal Supremo Henry Baldwin em 1844, Polk nomeado Buchanan para preencher a vaga março 1845, mas ele recusou essa nomeação, porque ele se sentiu compelido a completar a sua colaboração em negociações do Tratado de Oregon. O banco acabou por ser preenchida por Robert Cooper Grier.
Buchanan serviu como secretário de Estado de Polk 1845-1849, apesar das objeções de rival de Buchanan, vice-presidente George Dallas. Nesta capacidade, ele ajudou a negociar o Tratado de Oregon 1846, que estabelece o paralelo 49 como o limite norte do Reino ocidental Unidos.  No Secretário de Estado tornou-se Presidente desde Buchanan, embora William Howard Taft, o 27o presidente dos Estados Unidos, muitas vezes serviu como Secretário Interino de Estado durante a administração de Theodore Roosevelt.

Em 1856 , os democratas selecionaram Buchanan como seu candidato para o presidente dos Estados Unidos . Ele tinha estado na Inglaterra durante o debate de Kansas- Nebraska e assim permaneceu não viciada por ambos os lados. Pensilvânia, que tinha três vezes falhou Buchanan, agora deu-lhe apoio total na sua convenção estadual . Embora ele nunca declarou sua candidatura , é evidente de toda a sua correspondência que ele estava ciente da possibilidade distinta de sua nomeação pela convenção democrata em Cincinnati, mesmo antes de ir para casa no final do seu trabalho como ministro ao Tribunal de St. James no Reino Unido . Escritor Nathaniel Hawthorne, em seguida, servindo como cônsul americano em Liverpool, registrou em seu diário que Buchanan o visitou em janeiro 1855: 
Ele retorna para a América, diz ele, em outubro próximo , em seguida, retira-se para sempre da vida pública ... no que diz respeito as suas perspectivas para a Presidência, e disse que sua mente estava totalmente feita , e que ele nunca seria um candidato , e que ele tinha expressado esta decisão a seus amigos , de tal forma a colocá-lo para fora de seu próprio poder de mudá-lo ... que agora era tarde demais , e que ele era velho demais ... embora , realmente , ele é o único Democrata , neste momento , a quem não seria absurdo falar de para o escritório .... gostaria de saber se ele pode ter tido qualquer objeto em dizer tudo isso para mim. Ele pode ver que seria perfeitamente natural para mim dizer que ele General Pierce .
Jonathan Foltz disse para Buchanan em novembro de 1855, " As pessoas tomaram a próxima Presidência das mãos dos políticos ... as pessoas e não os seus amigos políticos vai colocá-lo lá. " Enquanto Buchanan não abertamente procurar o escritório, ele optou deliberadamente por não mais para desencorajar o movimento em seu nome , algo que era bem dentro de seu poder em muitas ocasiões.
O ex-presidente Millard Fillmore ajudou Buchanan a derrotar John C. Frémont, o primeiro candidato republicano para o presidente em 1856. Ele atuou como presidente entre 4 de Março de 1857, a 4 de março de 1861. Buchanan continua a ser o mais recente da dois democratas (o outro é Martin Van Buren) para suceder um colega democrata à Presidência por eleição em seu próprio direito. O presidente eleito Buchanan declarou sobre a crescente divisão no país: ". O objetivo da minha administração será destruir partido seccional, do Norte ou do Sul, e para restaurar a harmonia para a União sob um governo nacional e conservadora" Ele estabeleceu sobre este inicialmente por manter um equilíbrio corte em seus compromissos e persuadir as pessoas a aceitarem o direito constitucional como o Supremo Tribunal interpretou. O tribunal estava considerando a legalidade de restringir a escravidão nos territórios e dois juízes haviam sugerido para Buchanan suas conclusões. Buchanan foi eleito presidente em 1857.

## O caso Dred Scott
Em seu discurso de posse , além de prometer para não correr novamente , Buchanan se refere à questão territorial como " felizmente , uma questão de pouca importância prática " desde que a Suprema Corte estava prestes a resolvê-lo " rapidamente e, finalmente, " e proclamou que, quando o decisão veio , ele iria " alegremente apresentar, o que quer que isso possa ser " . Dois dias depois, Chief Justice Roger B. Taney proferiu a decisão Dred Scott , afirmando que o Congresso não tinha poder constitucional para excluir a escravidão nos territórios. Tais comentários sulistas encantado e raiva incitado no norte.
Buchanan preferindo ver a questão territorial resolvida pelo Supremo Tribunal Federal. Ele escreveu à Justiça John Catron em janeiro de 1857, perguntando sobre o desfecho do caso e sugerindo que uma decisão mais ampla seria mais prudente. Catron, que era de Tennessee, respondeu em 10 de fevereiro que a maioria do sul da Suprema Corte decidiria contra Scott, mas provavelmente teria que publicar a decisão por razões estreitas se não houvesse apoio do norte do Tribunal justices-a menos que Buchanan poderia convencer seu companheiro Pennsylvanian, Justiça Robert Cooper Grier, para se juntar à maioria. Buchanan em seguida, escreveu a Grier e prevaleceu com sucesso sobre ele, permitindo que a alavancagem maioria para emitir uma decisão de grande alcance que transcendia as circunstâncias específicas do caso de Scott para declarar o acordo de Missouri de 1820 inconstitucional. A correspondência não era público em o tempo; no entanto, em sua inauguração, Buchanan foi visto em conversa sussurrada com justiça principal Roger B. Taney. Quando a decisão foi emitida dois dias mais tarde, os republicanos começaram a espalhar a palavra que Taney havia revelado a Buchanan o próximo resultado.  Abraham Lincoln, em 1858 seu discurso dividido casa, denunciou Buchanan, Taney, Stephen A. Douglas e Franklin Pierce como cúmplices do poder do escravo, um suposto oligarquia com o objetivo de eliminar as barreiras legais à escravidão.

## Pós-presidência
A guerra civil eclodiu no prazo de dois meses de aposentadoria de Buchanan. Ele apoiou -o , escrevendo aos ex-colegas que "o assalto à Sumter foi o início da guerra, pelos estados confederados , e nenhuma alternativa foi , mas deixou de processar -o com vigor de nossa parte " . Ele também escreveu uma carta ao seu Pensilvânia colegas democratas, instando-os a " juntar os muitos milhares de voluntários corajosos e patrióticos que já estão no campo" .
No entanto, Buchanan passou a maior parte de seus anos restantes defender-se da culpa pública para a guerra civil, que chegou a ser referido por alguns como "Guerra de Buchanan". Ele começou a receber irritado e cartas ameaçadoras diariamente, e lojas exibido semelhança de Buchanan com os olhos com tinta vermelha, uma corda desenhado em torno do seu pescoço e a palavra "traidor" escrita na testa. O Senado propôs uma resolução de condenação que acabou por fracassar e jornais acusaram de conspirar com a Confederação. Seus ex-membros do gabinete, cinco dos quais tinham sido dadas empregos na administração Lincoln, recusaram-se a defender publicamente Buchanan.
Inicialmente tão perturbado pelos ataques que ele caiu doente e deprimido, Buchanan finalmente começou a se defender em Outubro de 1862, em uma troca de cartas entre si e Winfield Scott, que foi publicado no jornal National Intelligencer. Ele logo começou a escrever seu máximo defesa pública, sob a forma de seu livro de memórias Administração do Sr. Buchanan na véspera da rebelião, que foi publicado em 1866.
Buchanan pegou um resfriado maio 1868, que rapidamente se agravou devido à sua idade avançada. Ele morreu em 1 de Junho de 1868, por insuficiência respiratória com a idade de 77 em sua casa em Wheatland e foi enterrado no Cemitério Woodward em Lancaster Colina.

## Vida pessoal
Em 1818, conheceu Anne Caroline Buchanan Coleman em um grande baile na casa de Lancaster White Swan Inn, e os dois começaram a cortejar. Anne era a filha do empresário fabricação de ferro rico (e pai protetor) Robert Coleman e cunhada da Filadélfia juiz Joseph Hemphill, um dos colegas de Buchanan da Câmara dos Deputados. Em 1819 , os dois estavam envolvidos, mas poderiam gastar pouco tempo juntos: Buchanan foi extremamente ocupado com o seu escritório de advocacia e projetos políticos durante o Pânico de 1819, que o levou longe de Coleman por semanas de cada vez. Rumores conflitantes abundou, sugerindo que ele estava se casando com ela por dinheiro, porque sua família era menos abastada, ou que ele estava envolvido com outras mulheres. Buchanan nunca falou publicamente de seus motivos ou sentimentos, mas cartas de Anne revelou que ela estava prestando atenção aos rumores.
Buchanan nunca teve um relacionamento sério (nem chegou a se casar), portanto, foi sua sobrinha, Harriet Lane, que servia como anfitriã em eventos na Casa Branca.